# Bouniagues
 Bouniagues  (en occitano Bonhagas) es una población y comuna francesa, situada en la región de Aquitania, departamento de Dordoña, en el distrito de Bergerac y cantón de Issigeac.

## Demografía
| 380 | 349 | 378 | 447 | 466 | 476 |
| Para los censos de 1962 a 1999 la población legal corresponde a la población sin duplicidades (Fuente: INSEE [Consultar]) |     |     |     |     |     |